# Wieniawa
Wieniawa è un comune rurale polacco del distretto di Przysucha, nel voivodato della Masovia.
Ricopre una superficie di 104,03 km² e nel 2004 contava 5 543 abitanti.